# خاندان سمیعی
خاندان سمیعی یکی از خانواده‌های اصیل گیلانی است. که افراد مختلفی از آن عهده‌دار مناصب مختلف در دوران قاجاریه و پهلوی بوده‌اند. افراد متعددی از خاندان سمیعی نقش‌های مهمی در پیشرفت فرهنگی، سیاسی، اقتصادی و علمی ایران داشته‌اند. در حال حاضر، خانواده‌های ادیب سمیعی، میرآب سمیعی، ابتهاج سمیعی، ساعد سمیعی، رحمت سمیعی، رئیس سمیعی، منشی‌زاده سمیعی، مهربان سمیعی، نجد سمیعی، آزاد سمیعی و هاشم سمیعی به این دودمان وابسته‌اند. جد این خاندان ادیب‌السلطنه از بازماندگان شیخ سمیع میلانی بود. گفته شده وی «در سلامت نفس و صحت عمل و صدق گفتار و حفظ بیت‌المال از سرآمدان عصر خود بود.» به گفتهٔ احمد سمیعی، «این خاندان به غیر از خود دختر نمی‌دادند و این باعث ازدیاد سمیعی‌ها شد که خیلی از آنها به شهرت رسیدند».
حسینقلی خان سلطانی کلهر در کتاب تحفةالحسنیه شرح زندگانی این خانواده را نوشته‌است.

## سرشناسان
فهرستی از افراد شناخته‌شده این خانواده:
- اصغر ساعد سمیعی: استاد برجسته پیشکسوت دانشکده معماری دانشگاه تهران، چهره ماندگار معماری ایران در سال ۱۳۹۷
- فرشید سمیعی: مدیرعاملی باشگاه فوتبال استقلال
- میرزا محمدعلی خان رحمت‌آبادی : نماینده رشت در نخستین دوره مجلس شورای ملی
- حسین سمیعی: ادیب‌السلطنه، فرزند میرزاحسن خان ادیب‌السلطنه بود. او نمایندهٔ رشت در دومین دورهٔ مجلس شورای ملی شد. در دولت رضاقلی خان نظام‌السلطنهٔ مافی در کرمانشاه وزیر داخله و در کابینهٔ ۱۳۰۰ ه‍.خ احمد قوام‌السلطنه وزیر تجارت و فوائد عامه و در همان سال با همین سمت در کابینهٔ حسن مشیرالدوله وزیر بود. در سال ۱۳۰۳ در کابینهٔ رضا خان سردارسپه وزیر دادگستری و سپس والی آذربایجان شرقی شد. در سال ۱۳۰۶ ه‍.خ در کابینهٔ مهدی‌قلی هدایت وزیر کشور (داخله) بود و پس از ریاست دربار در تهران درگذشت.
- ابراهیم نبیل سمیعی: معروف به نبیل‌الملک فرزند اسماعیل خان سمیعی داماد ادیب‌السلطنهٔ سمیعی وکیل رشت در دوره‌های دهم، یازدهم دوازدهم و سیزدهم مجلس و سناتور از گیلان
- نادر ادیب سمیعی، نماینده لنگرود در ادوار ۲۱ و ۲۲ و لاهیجان در دوره ۲۳ مجلس شورای ملی
- محمد مهدی سمیعی: فرزند ابراهیم نبیل رئیس بانک مرکزی، سازمان برنامه و بانک توسعهٔ کشاورزی
- غلامرضا رحمت سمیعی: فرزند میرزا محمدعلی خان رحمت آبادی، نماینده رشت در مجلس شورای ملی
- امیرهوشنگ ابتهاج سمیعی: شاعر و نویسنده اهل ایران
- نیره ابتهاج سمیعی: نماینده رشت در دوره‌های ۲۱٬۲۲٬۲۳٬۲۴ مجلس شورای ملی و نخستین زن ایرانی نایب رئیس مجلس و نخستین زن گیلانی که به نمایندگی مجلس انتخاب شد.
- همایون سمیعی: فرزند ابراهیم معاونت وزارت امور خارجه، سفیر کبیری ایران در لهستان، یوگسلاوی و دانمارک[۵]
- هوشنگ سمیعی: وزارت پست و تلگراف در کابینهٔ علی امینی و اسدالله علم
- عنایت‌الله سمیعی: ریاست دفتر نخست‌وزیری و ریاست کابینه هیئت وزیران در دولت رضا خان، وزارت امور خارجه در کابینهٔ جم[۵]
- عطاءالله سمیعی: پزشک و مدیر دولتی و نماینده فومن در مجلس شورای ملی.
- عبدالحسین سمیعی: فرزند میرزا مهدی خان ابتهاج سمیعی پزشک، وزیر علوم، استاد دانشکدهٔ پزشکی تهران، معاونت وزارت بهداری، استاد دانشگاه کرنل
- مجید سمیعی: پزشک و جراح مغز و اعصاب شناخته‌شده ایرانی
- مصطفی سمیعی: سفیر ایران در شوروی، بلژیک و آرژانتین، معاون وزیر امور خارجه[۵]
- یحیی رحمت-سمیعی: استاد دانشگاه کالیفرنیا، لس‌آنجلس
- احمد سمیعی گیلانی: نویسنده، مترجم و عضو فرهنگستان زبان و ادب فارسی و سردبیر مجلهٔ نامهٔ فرهنگستان[۳]

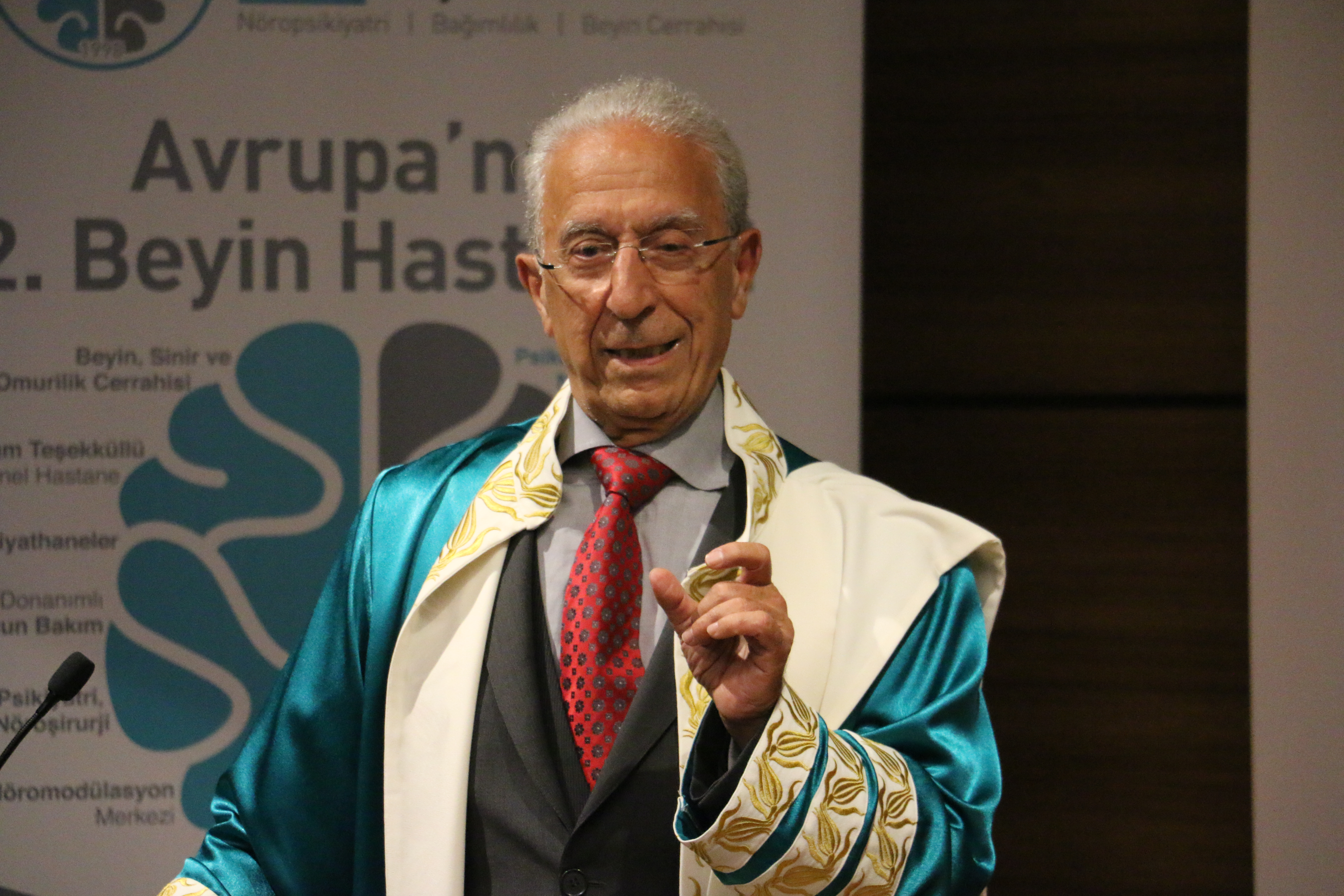
مجید سمیعی
حسین سمیعی (ادیب السلطنه)
نیره ابتهاج سمیعی